# Idéfix et le druide
Idéfix et le druide est le cinquième tome de la série de bande dessinée Idéfix et les Irréductibles de Matthieu Choquet (scénario) et de Philippe Fenech (dessin), publié le 20 septembre 2023.

## Résumé
Idéfix et le druide décrit l'histoire de la première rencontre entre Idéfix et Panoramix.

## Autour de l'album
Pour la première fois de la série, l'album ne contient qu'une histoire : Idéfix et le druide,,,.